# Municipio Los Cabos
Koordinaten: 23° 12′ N, 109° 42′ W
|                       | Jan  | Feb  | Mär  | Apr  | Mai  | Jun  | Jul  | Aug  | Sep  | Okt  | Nov  | Dez  |   |       |
| Mittl. Tagesmax. (°C) | 25,1 | 26,2 | 26,7 | 28,7 | 30,0 | 31,6 | 33,2 | 33,6 | 32,8 | 32,2 | 28,9 | 26,4 | ⌀ | 29,6  |
| Mittl. Tagesmin. (°C) | 12,5 | 12,5 | 13,1 | 14,9 | 16,7 | 19,1 | 22,8 | 24,2 | 23,4 | 21,3 | 17,0 | 14,1 | ⌀ | 17,7  |
|                       |      |      |      |      |      |      |      |      |      |      |      |      |   |       |
| Niederschlag (mm)     | 12,2 | 2,0  | 0,2  | 0,6  | 0,2  | 0,0  | 13,0 | 59,2 | 83,7 | 37,2 | 17,5 | 18,9 | Σ | 244,7 |
|                       |      |      |      |      |      |      |      |      |      |      |      |      |   |       |
| Regentage (d)         | 1,1  | 0,4  | 0,1  | 0,0  | 0,0  | 0,0  | 1,1  | 3,3  | 3,0  | 1,4  | 0,9  | 1,0  | Σ | 12,3  |

| 12,5 |

| 12,5 |

| 13,1 |

| 14,9 |

| 16,7 |

| 19,1 |

| 22,8 |

| 24,2 |

| 23,4 |

| 21,3 |

| 17,0 |

| 14,1 |

| 12,5 |

| 12,5 |

| 13,1 |

| 14,9 |

| 16,7 |

| 19,1 |

| 22,8 |

| 24,2 |

| 23,4 |

| 21,3 |

| 17,0 |

| 14,1 |

Los Cabos ist der südlichste Bezirk (municipio) des mexikanischen Bundesstaates Baja California Sur. Das Municipio hatte beim Zensus 2010 238.487 Einwohner, die Fläche beläuft sich auf 3760 km². Sitz der Bezirksverwaltung ist San José del Cabo; eine weitere bedeutende Stadt des Bezirks ist Cabo San Lucas.

## Geographie

Satellitenbild

Das Municipio Los Cabos zählt zur Gänze zur physiographischen Provinz der Halbinsel Niederkalifornien, an deren Südspitze, im Süden des Bundesstaates Baja California Sur, es sich befindet. Es liegt auf bis zu 1800 m Höhe. Geologisch setzt sich das Municipio aus gut 50 % Intrusivgestein, etwa 33 % Sedimentgestein, 9 % Alluvionen und 2,5 % Extrusivgestein zusammen, vorherrschende Bodentypen sind der Regosol (51 %) und der Leptosol (36 %). Gut die Hälfte der Bezirksfläche ist bewaldet, gut 40 % sind von Gestrüpplandschaft bedeckt.
Das Municipio grenzt im Norden und Westen an das Municipio La Paz sowie im Süden und Osten an den Pazifik.

## Bevölkerung
Das Municipio zählt laut Zensus 2010 238.487 Einwohner in etwa 65.000 Wohneinheiten. Davon wurden 4114 Personen als Sprecher einer indigenen Sprache registriert, darunter 1260 Sprecher des Nahuatl und 603 Sprecher des Popoloca. Etwa 2,9 % der Bevölkerung waren Analphabeten. 110.085 Einwohner wurden als Erwerbspersonen registriert, wovon ca. 66 % Männer bzw. 6,6 % arbeitslos waren. 5,6 % der Bevölkerung lebten in extremer Armut.
Der Bezirk hatte 2017 die weltweit höchste Mordrate pro Einwohner.

## Orte und Gliederung
Das Municipio Los Cabos umfasst 549 bewohnte localidades, von denen vom INEGI neben dem Hauptort auch Cabo San Lucas, Colonia del Sol, Las Palmas, Las Veredas und San José Viejo als urban klassifiziert sind. Sechs Orte wiesen beim Zensus 2010 eine Einwohnerzahl von über 5000 auf, weitere 13 Orte hatten zumindest 500 Einwohner, 507 Orte weniger als 100 Einwohner. Die größten Orte des Municipios sind:
| Ort               | Bevölkerung |
| ----------------- | ----------- |
| San José del Cabo | 69.788      |
| Cabo San Lucas    | 68.463      |
| Colonia del Sol   | 48.032      |
| Las Palmas        | 11.562      |
| Las Veredas       | 10.478      |
| San José Viejo    | 07.222      |
| La Ribera         | 02.050      |
| San Bernabé       | 01.794      |
| La Playa          | 01.417      |
| Miraflores        | 01.384      |

Der Bezirk gliedert sich in vier delegaciones: Cabo San Lucas, La Ribera, Miraflores und Santiago.

## Tourismus
Wichtigster Wirtschaftsfaktor des Municipios ist der Tourismus. Das Ferienzentrum Los Cabos wird gebildet aus Cabo San Lucas und dem 32 km weiter östlich gelegenen Badeort San José del Cabo. Zwischen den beiden Orten befinden sich hauptsächlich elegante Hotelanlagen. In der Region von Los Cabos finden sich hohe Bergketten, karge Sandwüsten, Strände und tiefblauer Ozean. Los Cabos ist bekannt für seine Felsformationen  El Arco an denen der Pazifik die warmen Gewässer des Golfs von Kalifornien trifft.